# اردکان
اَردَکان مرکز شهرستان اردکان در استان یزد است. این شهر در ۶۱ کیلومتری شمال غربی شهر یزد قرار گرفته است.
شهر اردکان به همراه مناطق پیرامونی آن همچون خرانق، عقدا و احمدآباد دارای آثار تاریخی متعددی است… از سال ۱۳۸۵ به بعد، یعنی چند سال پس از ثبت ملی بافت تاریخی اردکان، در جهت احیا و بازسازی بافت تاریخی و بناهای آن از سوی اداره میراث فرهنگی و شهرداری اردکان تلاش‌هایی صورت گرفت… هم‌زمان با احیا و مرمت بافت تاریخی اردکان در سال ۱۳۸۷، به درخواست شهرداری و اداره میراث فرهنگی اردکان، عده‌ای از جوانان علاقه‌مند شهر دوره‌های آموزشی را گذراندند تا در نوروز ۱۳۸۸، به‌عنوان اولین راهنمایان بافت تاریخی اردکان فعالیت کنند.

## وجه تسمیه
اردکان به معنی سرزمین مقدس که از دو کلمه «ارد + کان» تشکیل شده است که ارد به معنی «مقدس» و کان به معنی «سرزمین» است. برخی نیز معتقدند که احتمالا اردکان از کلمه پهلوی «ارتاکان» یا «ارتاکن» به معنی راستی و درستی گرفته شده است. اردکان در کتب تاریخی به یونان کوچک مشهور است و در سال‌های اخیر به واسطه اینکه زادگاه سیدمحمد خاتمی رئیس‌جمهور اسبق ایران و نظریه‌پرداز گفتگوی تمدن‌ها بوده، به شهر گفتگو و لبخند شهره شده است.

## تاریخچه
سابقه شهر اردکان را به بعد از اسلام می‌رسانند. شهرستان اردکان در سال ۱۳۲۴ با بخش‌های مرکزی، میبد و خرانق راه اندازی گردید. گفته شده اولین هسته شهر اردکان کنونی در قرن هشتم هجری قمری بنیاد گذاشته شد. در مورد وجه تسمیه اردکان گفته شده که این نام از دو بخش «ارد» و «کان» تشکیل شده که ارد به معنای مقدس (به احتمال بسیار ریشه در ارت اوستایی در معنای راستی دارد) و کان در معنای جایگاه و مکان است. بر این اساس احتمال می‌رود که بانیان شهر اردکان یا ارتاکان زرتشتی بوده باشند. از لحاظ تاریخی شهر اردکان از دوره افشار به بعد جزی ایالت یزد بوده و در تمام دوره قاجار نیز جزو این ایالت محسوب می‌شد.

## آثار تاریخی

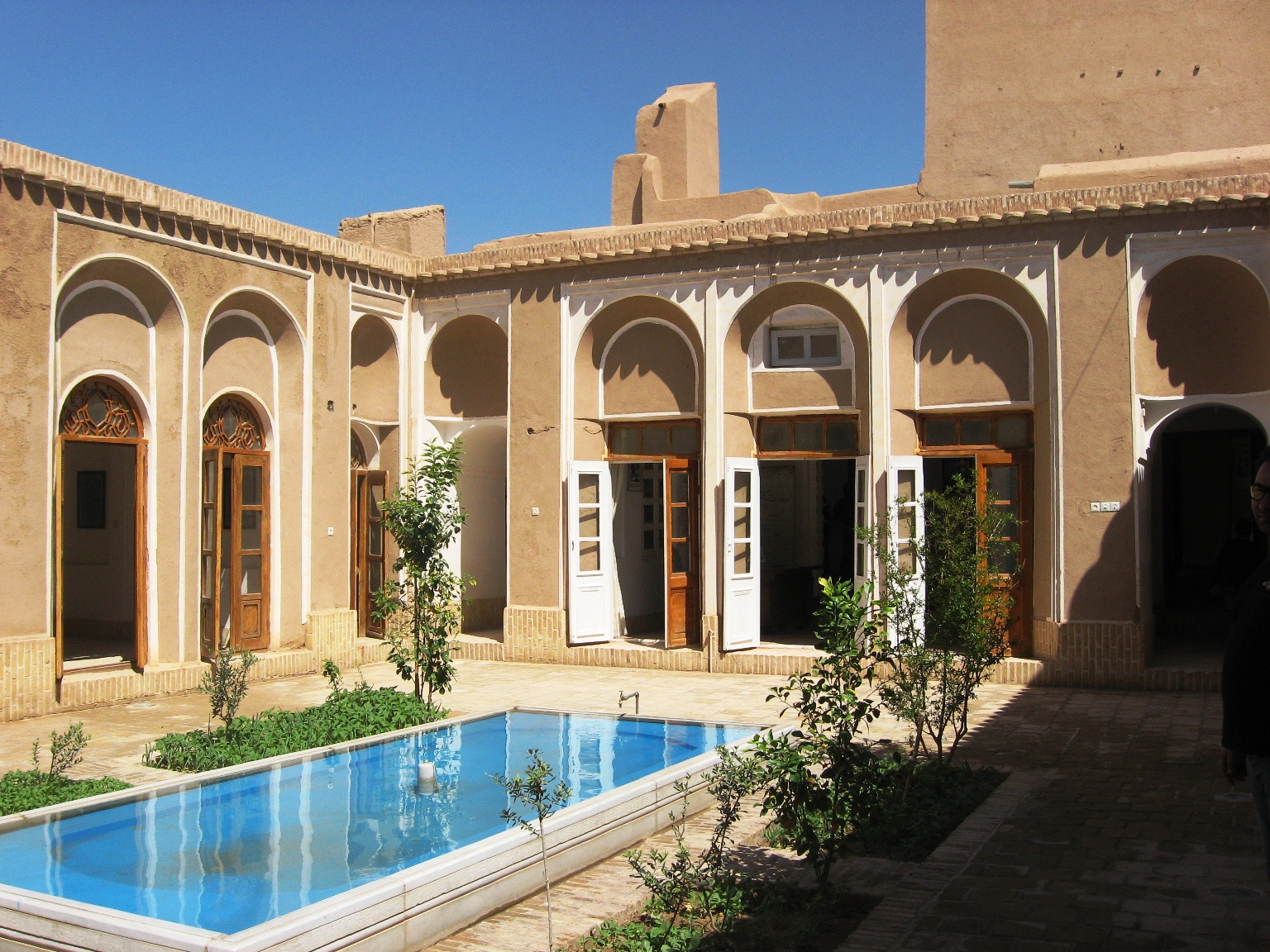
منزل آیت‌الله روح‌الله خاتمی

- زردُگ از مناطق باستانی اردکان است که آثاری مربوط به سده‌های پنجم و ششم هجری را در خود جای داده است. به نظر باستان شناسان میدان قلعه بعد از زردگ اقامتگاه دوم اردکانی‌ها بوده است.[نیازمند منبع]
- مسجد زیرده و مسجد جامع از بناهای مربوط به قرن دهم هجری
- مسجد حاج محمد حسین و خانهٔ سروری در محله چرخاب مربوط به دوره قاجاریه
- خانهٔ تقدیری که هم‌اکنون محل ادارهٔ میراث فرهنگی و گردشگری شهرستان اردکان است
- سردر مجدالعلما
- خانهٔ آیت‌الله خاتمی که موزهٔ رجال شهرستان اردکان است
- بازار قدیمی چهارسوق
- کوچهٔ آشتی‌کنان واقع در بازار چهارسوق
- کوچه‌ها و ساباط‌های محله‌های چرخاب و زین‌الدین
- حمام قدیمی بازار چهارسوق
- آتشکده شامهر زرتشتیان شریف‌آباد
- آسیاب دِژُک (دُزُّگ)

## قنات‌های اردکان
اردکان دارای قناتهای متعددی است. با همه اهمیتی که قنات‌ها در تداوم حیات متعادل و زاینده کویر دارند، امروزه، در اثر ورود و رواج شیوه‌های غیر بومی همچون چاه‌های عمیق در کویر، بیشتر قنات‌ها یا به‌طور کامل خشک هستند یا در آستانه خشک شدن.

## معادن اردکان
از مهم‌ترین معادن اردکان و ایران می‌توان به معدن سنگ آهن چادرملو، و اورانیم ساغند اشاره کرد. معادن باریت، سیلیس، سنگ‌های ساختمانی، و خاک مرغوب آن جهت صنایع کاشی نمونه‌های مورد اشاره هستند.

## صنایع اردکان
اردکان به‌عنوان قطب فولاد (منطقه ویژه اقتصادی فولاد) درنظر گرفته شده است. از بزرگ‌ترین کارخانجات که در حوزه فولاد و سایر صنایع در حال راه‌اندازی هستند عبارت‌اند از:
1. کارخانجات گندله‌سازی اردکان
2. گروه کارخانجات شیشه اردکان
3. کاشی دانیال سرام اردکان (راد سرام)
4. نیروگاه سیکل ترکیبی چادرملو
5. کارخانه آهن اسفنجی (DRI)
6. شرکت سرمایه‌گذاری فولاد غدیر
7. شرکت آهن و فولاد ارفع
8. شرکت الکترود گرافیتی ایران
9. مجتمع فولاد اردکان
10. شرکت کاشی و سرامیک گلسرام
11. شرکت کاشی ایفاسرام
12. کارخانجات کاشی صدف وزیر مجموعه‌ها
13. کاشی خاتم
14. مجتمع چینی بهداشتی رزسفید
15. شرکت صنایع خودرو کویر ایران
16. شرکت سرامیکهای صنعتی اردکان
17. کارخانجات نساجی اردکان
18. شرکت دامپروری میلشبار
19. گروه کارخانجات شیشه اردکان
20. کاشی سنا
21. کاشی خورشید اردکان
22. مجتمع چاپ نینوا اردکان
23. کاشی برج اردکان

و کارخانجات مختلفی در حوزه‌های صنایع غذایی، بهداشتی، تبدیلی، گرمایشی، سرمایشی، قطعه‌سازی وغیره.
پسته و حلوا ارده اردکان نیز معروف است.
البته اردکان از دیر باز به داشتن صنعتگران بنام و خلاق شهره بوده که می‌توان به عنوان مثال از محمدعلی فولادی اردکانی ملقب به میرزابزرگ نام برد که در صنعت آهنگری شهره بوده و هنوز تعدادی از ساخته‌های دست او موجود است.

## کویر اردکان
این کویر که سیاه کوه نام دارد مهم‌ترین کویر منطقه یزد است. شکل آن درست مثل یک نعل اسب ست که با جهت شمال غربی - جنوب شرقی در شمال اردکان قرار گرفته است. این منطقهٔ کویری بین دو کوه منفرد سیاه‌کوه به ارتفاع ۲۰۵۰ متر در شمال و هریشت به ارتفاع ۱۹۳۹ متر در جنوب واقع است و مکانی ست مناسب جهت جذب جریان‌های آبی و سیلابی که از دامنهٔ این دو کوه سرازیر می‌شود.

## ره‌آورد
ارده و حلوا ارده (که از کنجد به دست می‌آید) از سوغاتی‌های مشهور این شهر است.

### پسته
یکی از مهم‌ترین محصولات تولیدی در اردکان پسته است. اکثر مزارع پسته در منطقه احمدآباد، چاه افضل و حسن‌آباد انارکی وجود دارد.
منطقه معروف به دم کفتار (سمت چپ جاده اردکان به چوپانان) یکی از مناطق دارای مزارع پسته است.

## دانشگاه‌ها
- دانشگاه اردکان
- دانشکده طب سنتی اردکان
- دانشگاه آزاد اسلامی واحد اردکان
- دانشگاه پیام نور اردکان

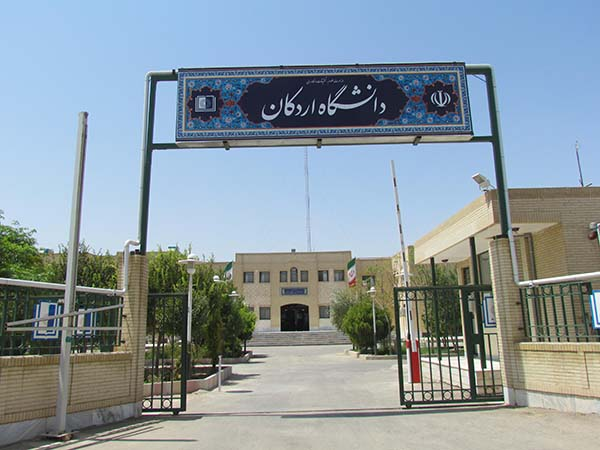
دانشگاه اردکان

- دانشکده فنی و حرفه‌ای شهید بهشتی اردکان
- دانشگاه علمی کاربردی واحد اردکان
- دانشگاه علم و هنر اردکان

## نقاط دیدنی
از محلهای دیدنی باید پیرهریشت و پیر سبز چک چک را نام برد، که هر دو بر روی کوه بنا گردیده‌اند، و زیارتگاه زرتشتیان از سراسر جهان هستند.
دیگر جاهای دیدنی اردکان عبارت‌اند از خانه تقدیریها-خانه خاتمی -خانه سروری درمحله چرخاب -دربند صدرالفضلا -محلات قدیمی زین‌الدین / بازارنو / کوشکنو /کملاق /علی بیک و چرخاب - مجموعه آب انبارهای شهراحمدآباد - قنات عیش‌آباد احمدآباد -جنگلهای کویری حسن ابادانارکی-منارجنبان خرانق -منطقه حفاظت شده سیاه کوه در حاشیه روستای حسن‌آباد انارکی- امامزاده سید نورالدین-امامزاده سید هاشم شریف اباد—حوض عباس و…

## پیشینه
بخش‌های اصلی کتاب عبارت‌اند از: زادبوم، پیشینه، کوی کویری، آبادی در بادیه، بستان بیابانستان، بهدینان، کاریز، منزلگاه، بادخن، تحفه، گذرهای گشت‌وگذار، از سورزار تا شیرین‌بار و ناشتاشام. بخش‌های دیگری هم هستند با اسامی «برخی از مشاهیر و بزرگان اردکان»، «لهجه اردکانی»، «آیین‌های عاشورایی در اردکان»، «تقویم رویدادهای منتخب گردشگری شهرستان اردکان»، «کتاب‌های پیشنهادی برای مطالعه مرتبط با اردکان»، «گردشگری معدنی و صنعتی»، «معرفی شرکت آسفالت طوس»، «راهنمای تدوین برنامه و اطلاعات سفر به اردکان»، «پی‌نوشت‌ها»، نمایه و منابع. در جای‌جای کتاب هم مطالب کوتاهی در کادرهای مختلف نوشته‌شده که در دسته‌بندی راز، سفرنامه، «از زبان کارشناس»، باور و آیین، نقل‌قول، «جالب است بدانید که»، ادبیات، لوکیشن و «برگی از تاریخ» قرار می‌گیرند.
همان ابتدا دو صفحه به آلبوم میراث طبیعی (غار یحیی، قوچ وحشی، کویر اردکان، گل جالیز کویری و دلیجه) و میراث فرهنگی اردکان (کوچه‌های بافت تاریخی، دربند صدرالفضلاء، بادگیر، نمونه‌ای فضای داخلی معماری کویری و پیر چک‌چک) اختصاص داده شده است. اولین نقشه، موقعیت استان یزد و شهرستان اردکان را در نقشه ایران مشخص می‌کند با متنی شاعرانه که اردکان را «میان فرش کویر و عرش کوه» توصیف می‌کند و گردشگر در نقشه می‌بیند که اردکان شمالی‌ترین شهرستان استان یزد است؛ بگذارید بگویم: «سَرِ استان یزد»! نقشه دو صفحه بعدی هم برای گردشگران جذاب است؛ «نقشه ایزومتریک شهرستان اردکان و مناطق پیرامون» شامل شهرهای نائین، عقدا، احمدآباد، میبد، اردکان، یزد و خرانق.
منطقه حفاظت‌شده دره انجیر، باتلاق گاوخونی، پارک ملی سیاه‌کوه، کویر ریگ زرین، کویر مغستان، ریگ شتران و ریگستان (چغات) هم مناطق طبیعت‌گردی مشخص شده در نقشه هستند. همچنین نشان داده شده که اگر از این پهنه به سمت شمال غربی بروید، به اصفهان می‌رسید. اگر هوای جنوب به سرتان بزند، به کرمان می‌رسید. شمال شرقی شما را به طبس می‌رساند و بعد هم به چوپانان؛ اما اگر راه شمال را در پیش بگیرید، به پایتخت ایران، تهران، می‌رسید. هشت جاذبه اصلی مشخص‌شده روی نقشه هم عبارت‌اند از: کاروان‌سرای نوگنبد، کاروان‌سرای یغمیش، قلعه خرگوشی، غار اشکفت یزدان، زیارتگاه پارس‌بانو، زیارتگاه پیرهریشت، زیارتگاه چک‌چک و کاروان‌سرای انجیره.

## تالاب‌ها
در بخش جغرافیا و تاریخ این کتاب جمله قابل تأملی دربارهٔ «تالاب گاوخونی» نوشته شده است: «هر چند باتلاق گاوخونی در تقسیمات کشوری متعلق به استان اصفهان است، وقتی بارش باران فراوان و باب میل دهقانان باشد، باتلاق تا ده برابر بزرگ‌شده، به تقسیمات استانی بی‌اعتنایی می‌کند و به شهرستان اردکان سرک می‌کشد. باتلاق گاوخونی در ایام کم‌بارش سال پنجاه کیلومترمربع وسعت دارد؛ اما این استعداد را دارد که در صورت گشاده‌دستی آسمان تا پانصد کیلومترمربع رشد کند. همین باتلاق پای پرندگان مهاجر را در فصول سرد سال به شهرستان اردکان باز می‌کند تاجمعیت موجودات زنده شهرستان تنوع و افزایش یابد. در پاییز و زمستان در اطراف باتلاق علاوه بر پرندگان بومی منطقه می‌توان فلامینگو، پلیکان، انواع غاز و آکلان را ملاقات و تماشا کرد.»
در این بخش از فاصله میان اردکان و یزد به‌عنوان «برهنه‌ترین قسمت‌های دشت کویر» یادشده که دلیلش عوامل انسانی و تلاشش برای از بین بردن پوشش گیاهی و جانوری منطقه است! در ادامه به سوغات اردکان برای «فولاد مبارکه ایران» هم اشاره‌شده و آمده: «اردکان منبع بزرگ فلزات باارزشی چون طلا، رویف سرب، آهن، منگنز و مس است. در جای‌جای آن می‌توان سنگ‌آهن، فلدسپات، باریت، سیلیس، مرمریت، گچ، نمک طعام، سنگ چینی یافت. معدن سنگ چادرملو در نزدیکی ساغند به‌تنهایی چهارصد میلیون تن ذخیره آهن دارد که سالانه پنج میلیون تن از آن استخراج، تبدیل به کنستانتره و بار واگن‌های قطار می‌شود و به اصفهان می‌رود تا خوراک فولادمبارکه شود و این تنها یکی از چند معدن سنگ‌آهن اردکان است.»
«شواهد باقی‌مانده آتشکده مدور روستای هفتادر در شمال اردکان یکی از نمونه‌های شکل‌گیری تمرکزگرایی جمعیتی در دوره قبل از اسلام اردکان به‌شمار می‌رود. وجه دیگر موضوع موقعیت راهبردی اردکان به‌عنوان مفصل ارتباطی برای دسترسی به چهارگوشه فلات مرکزی است. این موضوع با توجه به‌واقع‌شدن اردکان در محور تبادلات فرهنگی حوزه‌های تمدنی همچون سیلک کاشان در شمال، تپه‌های باستانی ابلیس، یحیی و جیرفت در جنوب، تپه حصار دامغان در شرق و حوزه تمدنی فارس در غرب این منطقه اهمیت دارد.
عینی‌ترین و قطعی‌ترین شواهد این مزیت راهداری و راهبردی، مسیر هزیمت و عقب‌نشینی یزدگرد سوم، آخرین پادشاه ساسانی است که در مسیر عقب‌نشینی از تیسفون به مروه از این محور جغرافیایی عبور کرده و حتی بخشی از نیروها و عقبه سپاه او در اطراف عقدا و حول محور غار اشکفت یزددان برای مدتی عنوان آخرین هسته‌های مقاومت در برابر تازیان، سنگربندی کرده‌اند و اعلام موجودیت داشته‌اند.»
در همین بخش از محراب گلی و پرکار مسجد نخستین در آبادی زردگ هم به‌عنوان قدیمی‌ترین سازه تاریخی این شهر یاد و نوشته‌شده که قدمتش «به دوره اتابکان و فرمانروایی ابومسعود بهشتی و ابویعقوب اسحق می‌رسد. تاریخ ساخت بقعه هم مربوط به سال ۴۲۹ ه‍.ق است که می‌تواند یک مرجع تاریخی برای شکل‌گیری آبادی تاریخی زردگ اردکان محسوب شود.»
در صفحه ۴۸ کتاب هم این توضیح آمده: «یزد در دوره صفوی به‌عنوان یک مرکز تجارت از اهمیت بیشتری برخوردار شد و ازآنجاکه قصبه اردکان در مسیر راه قرار داشت، به اهمیت آن افزوده شد. در دوران شاه‌عباس و پس از انتقال پایتخت به اصفهان نیز راه شاهی اصفهان به یزد و کرمان از طریق ورزنه، سرو علیا و عقدا به اردکان مجدداً احیا شد؛ بنابراین در این دوره کم‌کم اردکان به‌عنوان نقطه‌ای مهم بیش‌ازپیش مطرح شد.»
نام گروه پرتعدادی از نویسندگان در شناسنامه کتاب ذکرشده ازجمله محسن ادیب، زهره استادی، مجتبی گهستونی، رضا ملاحسینی اردکانی، آرش نورآقایی، پرویز شجاعی پارسا، ستایش فرجی و جعفر باپیری. در انتهای کتاب هم فهرستی از اقامتگاه‌های سنتی و خانه‌های بوم‌گردی منطقه (از بوم‌گردی‌های خشت و ماه و خانه سلامت گرفته تا ماه و ماهی و انار عقدا و خالومیرزا) منتشر شده که می‌تواند راهنمای کاربردی‌ای برای گردشگران باشد.

## غذاهای محلی
«آش بی‌بی سه‌شنبه» با آرد و شکر و روغن و هل و زعفران، «آش حسین» با گوشت گوسفندی بااستخوان، نخود، لوبیاچیتی، عدس، گندم، پیاز و ارده، «آش شولی» با لپه و عدس و آرد و چغندر و برگ چغندر، «اشکنه ارده» با نان خشک و آب و ارده، «اشکنه مغز پسته» با نرمه برنج و پیاز و مغز پسته آسیاب شده و تخم گشنیز، «اُنخود» با نخود بلغورشده، مغز گردو یا پسته و مغز بادام و پیاز، «چاشنی» با لوبیا قرمز پخته، سیب‌زمینی آب‌پز، پیاز، گشنیز و زیره، «حلوای سن» با جوانه گندم و خرما و مغز گردو و تخم رازیانه همه فقط بخشی از طعم‌های اردکانی هستند که در یکی از فصول کتاب به هرکدام پرداخته و نحوه پختشان هم خیلی داستانی نوشته شده است. «سیب بادمجونگ»، «سیر و سداب»، «شفته شلغم»، «گورماس ارده»، «گیپا»، «لتیروگ» و «محراکدو» هم غذاهای محلی دیگری هستند که در خانه‌های اردکان و مناطق پیرامونی پخته می‌شده‌اند.

## نگارخانه

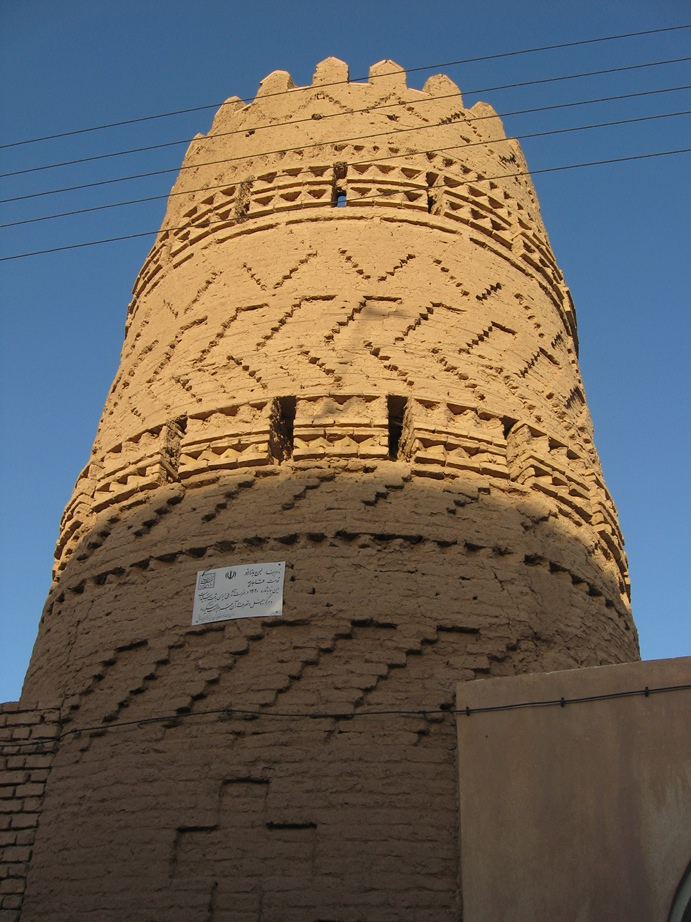
برج بازار نو
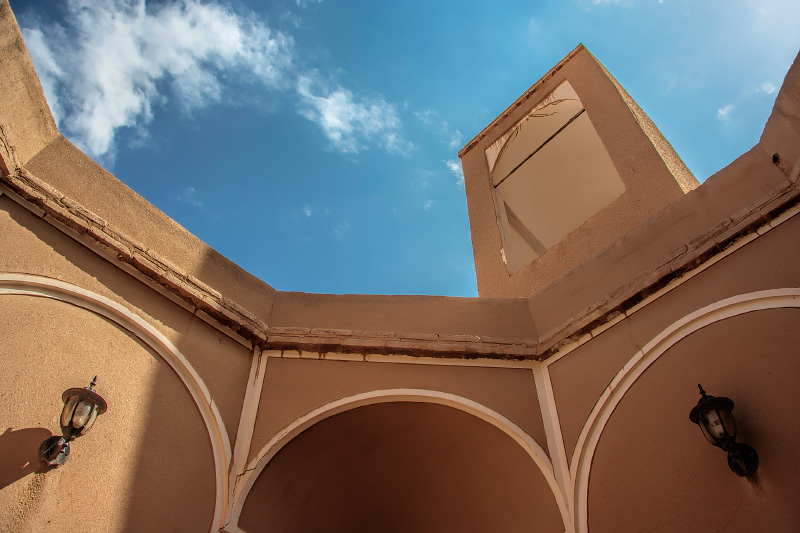
نمایی از ساختمانی واقع در شهر قدیمی اردکان
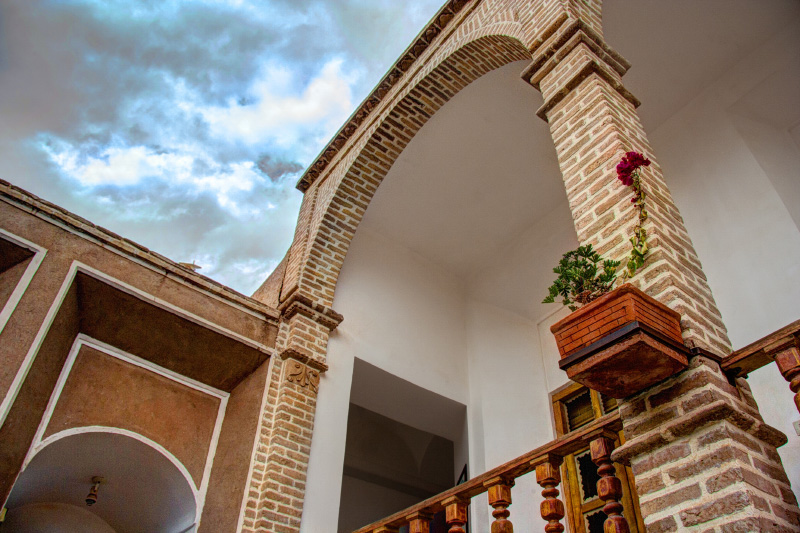
نمایی از ساختمانی واقع در شهر قدیمی اردکان
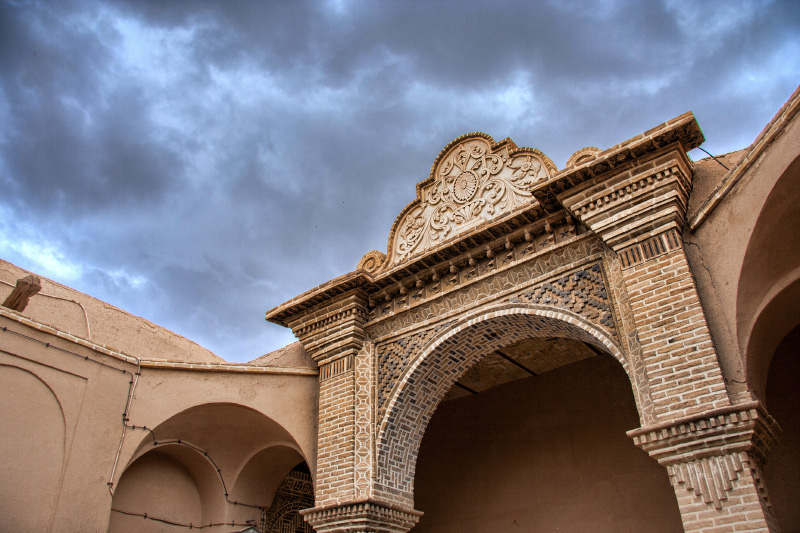
نمایی از دربند صدرالفضلا

## شهر خواهرخوانده
- ایمولا ایتالیا: از ۲۸ آگوست ۲۰۱۹[۱۹]